# Zselino
Zselino (macedónul Желино) az azonos nevű község székhelye Észak-Macedóniában.

## Népesség
Zselinónak 2002-ben 4 110 lakosa volt, melyből 4 100 albán, 1 bosnyák, 9 egyéb.
Zselino községnek 2002-ben 24 390 lakosa volt, melyből 24 195 albán (99,2%), 71 macedón, 124 egyéb.

## A községhez tartozó települések
- Zselino
- Gornya Lesnica,
- Grupcsin,
- Dobarce,
- Donya Lesnica,
- Kopacsin Dol,
- Lukovica (Zselino),
- Larce,
- Merovo,
- Novo Szelo (Zselino),
- Ozormiste,
- Palatica,
- Roglye,
- Szedlarevo,
- Sztrimnica,
- Trebos,
- Cerovo (Zselino),
- Csiflik (Zselino).